# 拉卜楞镇
35°11′54″N 102°30′45″E / 35.19833°N 102.51250°E
拉卜楞镇位于中甘肃省夏河县大夏河畔，是夏河县人民政府驻地。因拉卜楞寺而得名，为甘南地区宗教文化中心。手工业发达。
拉卜楞镇下辖以下地区：

## 行政区划

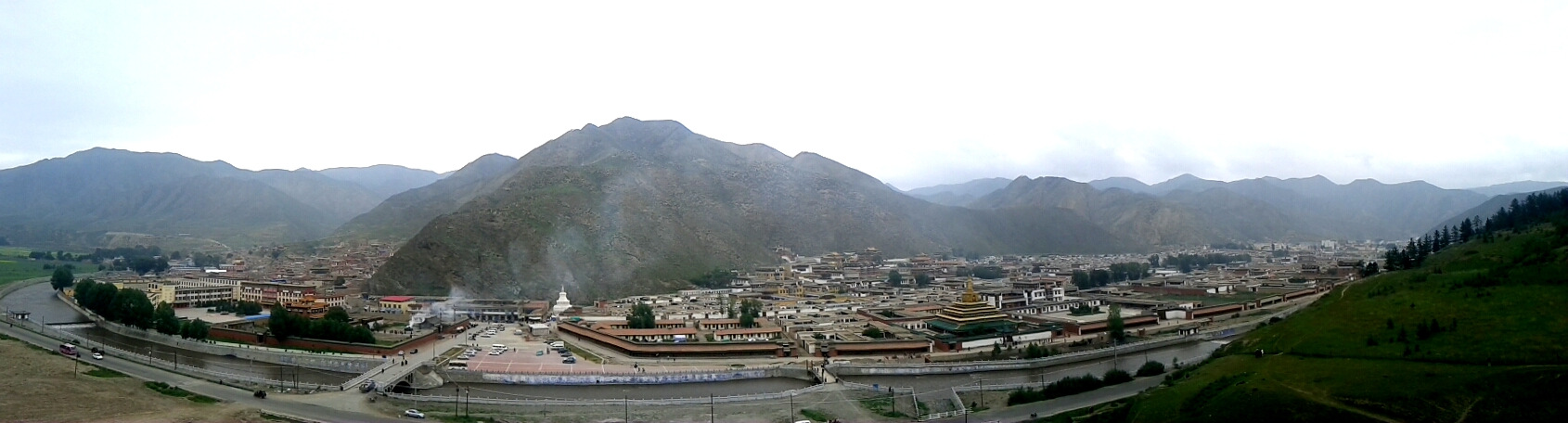
大夏河流过的拉卜楞镇

拉卜楞镇下辖以下地区：
塔哇社区、上人民街社区、下人民街社区、河南村社区、九甲村和麻莲滩村。